# Marina Abramović
Marina Abramović se je rodila 30. novembra 1946 v Beogradu, v SFRJ. Je ena izmed najbolj znanih ameriško-srbskih umetnic, ki se ukvarjajo z izvedbo/s performansom. Slikarstvo je zelo hitro zamenjala z body artom, oziroma z bolečino, gibanjem, mimiko, gesto. Vztrajala je pri govorici telesa plesalcev, akrobatov, vaških vračev, tibetanskih menihov in šamanov.

## Življenje in delo
S slikanjem in risanjem se je začela ukvarjati leta 1960, leta 1970 pa je diplomirala na Fakulteti likovnih umetnosti v Beogradu. Z raziskovanjem zvočnega okolja se je začela ukvarjati med podiplomskim študijem, ki ga je zaključila leta 1972 na Umetniški akademiji v Zagrebu pri profesorju Krsti Hegedušiću. Od leta 1970 do 1973 je delala na zvočnih instalacijah in sodelovala na razstavah v Študentskem kulturnem centru v Beogradu z Rašom Todosijevićem, Zoranom Popovićem, Ero Milivojevićem, Nešom Paripovićem in Gergeljem Urkomom. Leta 1973 je začela poučevati na Akademiji za umetnost v Novem Sadu, hkrati pa se je ukvarjala s filmom, videom in ritualnimi očiščevalnimi performansi, s katerimi se je poskušala distancirati od represivne kulture svoje družine in Titove povojne Jugoslavije.
Sredi 70. let prejšnjega stoletja je zapustila državo in se preselila v Amsterdam, kjer je leta 1975 spoznala Ulaya, svojega poklicnega in osebnega partnerja, s katerim je bila v zvezi naslednjih 13 let. S skupnimi nastopi in "relacijskimi deli", kot so "Breathing In/Breathing Out" (1977), "Rest Energy" (1980) in "Nightsea Crossin" (1981-87), sta raziskovala parametre moči in odvisnosti med seboj. Zadnje skupno delo, "The Great Wall Walk" (1988), je vključevalo 2000 kilometrov dolgo hojo po Kitajskem zidu, kjer sta en drugemu bližala z nasprotnih strani in se srečala na sredini. Po tem je Marina Abramović začela delati in izhajati samostojno.
Leta 1997 bi morala Marina Abramović zastopati takratno ZRJ na bienalu v Benetkah, a se je odločitev o njenem izboru spremenila in Črna gora, ki je predlagala umetnika za nacionalni paviljon, je izbrala Voja Stanića. Abramovičeva je sicer sodelovala na osrednji razstavi na povabilo generalnega komisarja bienala Germana Celanteja in za postavitev Balkanski barok prejela zlatega leva. Po opravičilu črnogorskega ministrstva za kulturo je leta 2004 sodelovala na Cetinjskem bienalu in 45. oktobrskem salonu v Beogradu, ko se je po tridesetih letih vrnila v rodni kraj. Prejela je častno priznanje Oktobrskega salona, kjer se je predstavila s svojimi deli »Računajte na nas«.
Od leta 1997 je profesorica na Visoki šoli za likovno umetnost v Braunschweigu v Nemčiji. Od leta 1998 je članica upravnega odbora Centra za sodobno umetnost v Kitakyushuju na Japonskem, od leta 2001 pa deluje kot umetnica v Atelier Calde v Sasseju v Franciji. Za delo "The House with the Ocean View" - 12-dnevni performans v newyorški galeriji Sean Kelly, je leta 2003 prejela nagrado "The Bessies" mesta New York za igro in performans. Leta 2004 je prejela nagrado Združenja ameriških umetnostnih kritikov, ko je prejela tudi častni doktorat School of Art Institute v Chicagu. Leta 2005 je imela samostojno razstavo v newyorškem muzeju Guggenheim.
Leta 2005 je Abramovičeva predstavila projekt "Balkan Erotic Epic" v fundaciji Pirelli v Milanu in v galeriji Sean Kelly v New Yorku. Istega leta je izvedla serijo performansov "Seven Easy Pieces" v muzeju Guggenheim v New Yorku. Za to samostojno razstavo je leta 2006 prejela Guggenheimovo nagrado in leta 2007 nagrado AICA USA za "najboljšo razstavo časovne umetnosti".
Marina Abramović je leta 2010 priredila tudi veliko retrospektivo v Muzeju moderne umetnosti v New Yorku "The Artist is Present", ki je vključevala trimesečni istoimenski performans. Leta 2011 je imela veliko retrospektivo v moskovskem umetniškem centru "Garaza", sodelovala pa je tudi pri predstavi režiserja Roberta Wilsona "The Life and Death of Marina Abramović", prenovi njene biografije, ki jo je naročil Manchestrski mednarodni festival.
Celovečerni dokumentarni film "Marina Abramović: The Artist is Present", režiserja Matthewa Akersa, ki govori o pripravi in izvedbi njene retrospektive v MoMA, je bil premierno prikazan januarja 2012 na filmskem festivalu Sundance. Nato je bil prikazan na 62. Berlinalu, kjer je prejel nagrado za najboljši film v dokumentarni selekciji programa "Panorama". Nato je sodeloval na številnih mednarodnih festivalih po svetu. Danes Marina Abramovic živi in dela v New Yorku, njena dela pa so v številnih velikih javnih in zasebnih zbirkah po vsem svetu.

## Najpomembnejše nagrade in priznanja
2006: Guggenheimova nagrada
2007: nagrada AICA USA za "najboljšo razstavo časovne umetnosti"

## Najbolj morbidni performansi
Najbolj morbiden performans, ki ga je Marina Abramović izvedla, je "Umetnik je prisutan". Po tem performansu je dobila status "kraljice performansa". 
Performans, ki je navdušil množico ljudi je performans z 20 noži, ki je bil izveden leta 1973 na festivalu v Edinburgu. Temelji na ruski igri z noži, v kateri si potiska nože med iztegnjene prste in pospešuje ritem. Kadarkoli je bil ritem prehiter, si je umetnica porezala prst ter bi potem vzela drugi nož.
V performansu, ki se imenuje "Ritam 5" je leta 1974 v sklopu aprilskega druženja zakurila veliko petokrako zvezdo, ki je bila narisana na tleh dvorišča Študentskega kulturnega centra v Beogradu.
Opis performansa:
1. Na odprtem prostoru je bila postavljena petokraka zvezda velikosti 5 m (krak) z vnetljivim materialom na robu;
2. Prižgala je zvezdo in hodila okoli nje;
3. Postrigla si je lase in jih vrgla v ogenj;
4. Rezala si je nohte na rokah in jih vrgla v ogenj;
5. Rezala si je nohte na nogah in jih vrgla v ogenj;
6. Stopila je v okvir zvezde in se je ulegla na tla.
S tem je želela izpostaviti burno srbsko pretklost v obdobju komunizma, ampak ni šlo po načrtih. Umetnica je zaradi pomanjkanja kisika padla v nezavest in se skoraj zadušila. Predstava je bila prekinjena. Po ugotovitvi, da umetnica ne igra, ampak je res izgubila zavest, so umetnico rešili pred ognjem.
V Galeriji suvremene umetnosti v Zagrebu je leta 1974 pred večjo množico obiskovalcev jemala tablete za zdravljenje akutne shizofrenije, da bi svoje telo spravila v nepredvidljiva psihofizična stanja. Torej je izzivala mišične krče, izgubo orientacije itd.
Najbolj ekstremen podvig je bil "Rhythm 0", ob katerem se občinstvo še danes zmrazi. Na povabilo Studia Mora iz Neaplja je namreč ustvarila predstavo, v katero občinstvo vpleta na posebej bizaren način. Pred začetkom predstave je umetnica pustila navodilo: "Na mizi je 72 predmetov, ki jih lahko na meni uporabljaš, kakor hočeš ... Jaz sem predmet. Med predstavo prevzemam vso odgovornost. Trajanje: 6 ur." Nekateri od predmetov so bili štruca kruha, parfum, vrtnica, škarje, žeblji, naboj in pištola ... Obiskovalci so se začeli po malem odzivati na njen »klic« – nekdo jo je obrnil, nekdo se je je nesramno dotaknil. Nekateri so jo poljubljali, ji pisali sporočila po telesu, polivali z vodo ... V tretji uri performansa so stvari začele uhajati izpod nadzora - občinstvo se je začelo preobražati. "Začeli so me rezati po vratu, mi piti kri. Nosili so me naokrog, me položili na mizo, mi razširili noge in mednje vtaknili nož,"  je kasneje povedala Marina Abramović. Moški je nabil pištolo, jo uperil v Marinino glavo in ji ovil prste okoli sprožilca, na srečo pa se je nanj obrnil galerist in uspel ukrasti pištolo ... Po tem dogodku je spoznala, da mora potegniti črto v svoji umetnosti.